# Новинки (Заволзьке сільське поселення, Калінінський район)
Новинки (рос. Новинки) — присілок в Калінінському районі Тверської області Російської Федерації.
Населення становить 74 особи. Входить до складу муніципального утворення Заволзьке сільське поселення.

## Історія
Від 2005 року входить до складу муніципального утворення Заволзьке сільське поселення.

## Населення
| 1859 | 1886 | 2002 | 2010 |
| ---- | ---- | ---- | ---- |
| 308  | ↗362 | ↘84  | ↘74  |